# Carlomanno I
Carlomanno I (Soissons, 28 giugno 751 – Salmontiaco, 4 dicembre 771) è stato re dei Franchi congiuntamente al fratello, Carlo Magno, dal 768 fino alla sua morte.

## Origine
Era il figlio maschio secondogenito del Maggiordomo di palazzo di Neustria e Burgundia, poi anche di Austrasia ed infine re di tutti i Franchi, Pipino il Breve (che era figlio del Maggiordomo di palazzo di Austrasia e in seguito maggiordomo di palazzo di tutti i regni dei Franchi, Carlo Martello) e della moglie Bertrada di Laon, figlia del conte Cariberto di Laon (ca. 695 -ca. 750) e di Bertrada di Colonia. Quindi era il fratello minore di Carlo Magno.

## Biografia
Nell'estate del 754, assieme al fratello maggiore Carlo, ricevette il titolo di "Patrizio dei romani" (cioè protettori di Roma) dal papa Stefano II e, durante la Messa a Parigi, dallo stesso Stefano II fu unto erede del regno dei Franchi, assieme a tutta la famiglia dopo che il padre era stato unto re dei Franchi.
Nel 756 la richiesta di aiuto del papa era rivolta oltre che a Pipino e Carlo anche a Carlomanno.
Nel 762, assieme al fratello Carlo, fu al seguito del padre, Pipino, quando, entrato in Vasconia, pose l'assedio a Bituricam (l'attuale Bourges) e la conquistò, permettendo a tutti i difensori inviati da Waifer che erano stati catturati di tornare alle proprie terre, mentre Bitorica ricostruita venne occupata dai franchi.
Nel 768 il padre Pipino si recò in Aquitania con la regina ed i due figli, Carlo e Carlomanno, per portare a termine la guerra contro il duca d'Aquitania, Waifer, che venne sconfitto catturato e ucciso.
Sempre in quello stesso anno, Carlomanno, con la madre, Berta, e il fratello, Carlo, seguirono il re Pipino, ormai ammalato e febbricitante, che lasciata l'Aquitania ritornò a Parigi a Saint-Denis dove, constatato che la sua vita era giunta al termine, col consenso dei notabili e dei vescovi dei Franchi, divise il regno tra i figli: a Carlo, il maggiore, andarono l'Austrasia e a Carlomanno la Burgundia, la Provenza, la Gotia, l'Alsazia e L'Alemannia, mentre l'Aquitania, appena conquistata, fu divisa tra i due: Carlo ebbe l'Austrasia, gran parte della Neustria e la metà nord-occidentale dell'Aquitania (ossia il nord e l'Occidente della Francia più la bassa valle del Reno); Carlomanno ebbe la Borgogna, la Provenza, la Gotia, l'Alsazia, l'Alamagna, e la parte sud-orientale dell'Aquitania (cioè il sud e l'Oriente della Francia più l'alta valle del Reno).
Secondo il biografo di corte, il monaco Eginardo (775-840), Carlo Magno ricevette la parte del regno che era stata di suo padre, Pipino, mentre a Carlomanno toccò la parte di regno che era stata dello zio Carlomanno. Carlomanno e il fratello, Carlo, furono unti e incoronati re nello stesso giorno di ottobre rispettivamente a Saxonis (l'attuale Soissons) e a Noviomem (l'attuale Noyon).
Nel 769 Carlomanno sposò Gerberga, una nobile franca, che alcuni storici accreditano come figlia del re dei Longobardi, Desiderio.
Siccome sembra accertato che il fratello maggiore Carlo fosse nato prima del matrimonio dei suoi genitori, Carlomanno forse riteneva Carlo alla stregua di un illegittimo; comunque sia i due fratelli non si trovarono mai d'accordo, mentre la loro madre, Berta, vedova dal 768, continuò nella sua opera di consigliera dei figli.
Quando Hunaldo II d'Aquitania, nel 769, si era ribellato a Carlo, secondo gli Annales Sangallenses Baluzii fu affrontato in Vasconia e sconfitto da Carlo Magno, poiché Carlomanno si era rifiutato di aiutarlo a domare la rivolta aquitana (secondo gli Einhardi Fuldensis Annales invece Carlomanno cooperò con Carlo e insieme catturarono Hunaldo II).
Secondo gli Einhardi Annales Hunaldo II si rifugiò in Guascogna, presso il nonno (padre di sua madre) e nello stesso tempo prozio (zio di suo padre), Lupo II di Guascogna, che venne, a sua volta, attaccato da Carlo Magno. Hunaldo allora venne consegnato, con la moglie, a Carlomanno, dopo che Lupo II si era riconosciuto suo vassallo.

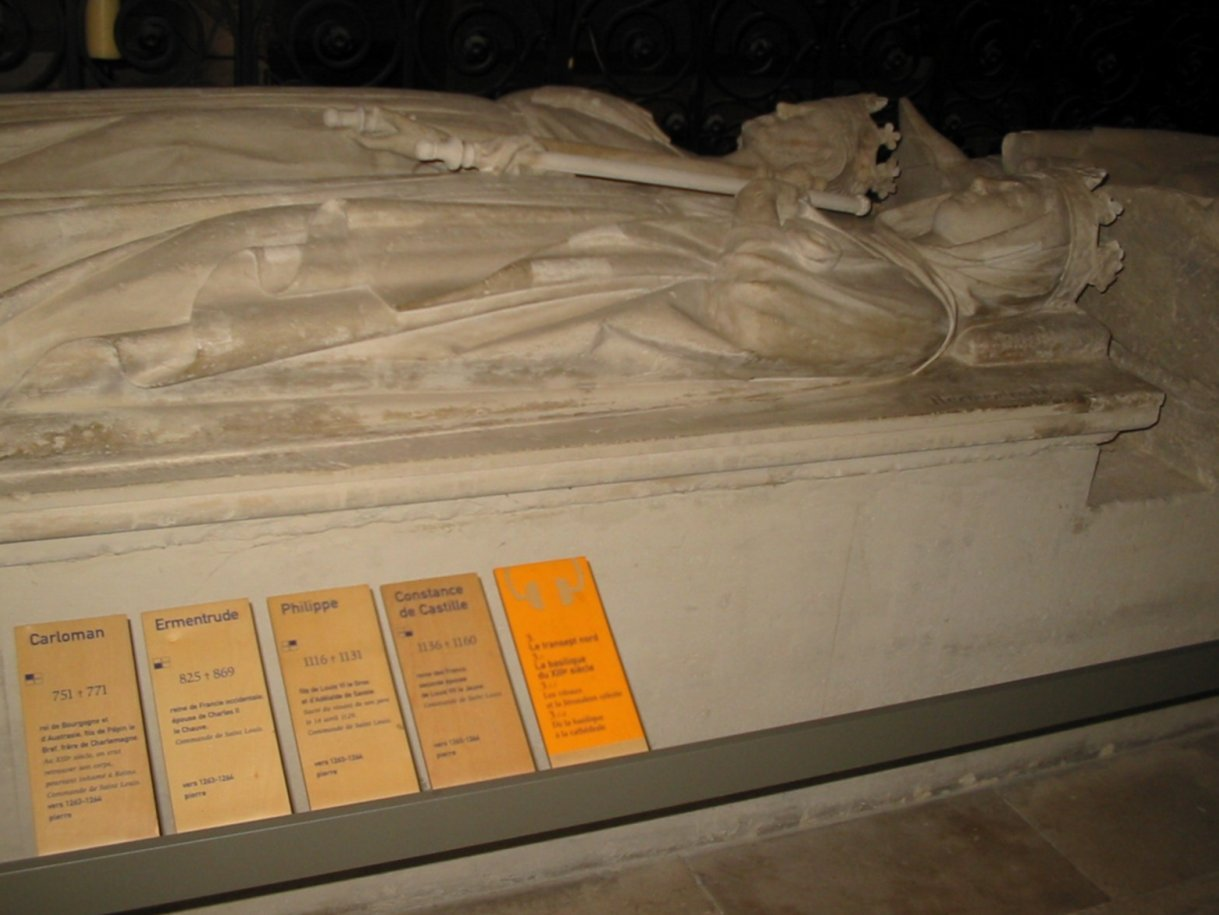
Tomba di Carlomanno I, dietro a quella di Ermentrude nella Basilica di Saint-Denis.

Carlomanno trascorse la fine del 769 e i primi mesi del 770, a Salocca (l'attuale Seltz), con la madre, Bertrada, che poi si recò in Italia, da dove rientrò con una delle figlie del re Desiderio, Desiderata, per darla in moglie al figlio Carlo. Anche in occasione di questo matrimonio, Carlomanno diede il suo sostegno al papa Stefano III, che si era preoccupato parecchio per la scelta delle alleanze di Carlo.
In pochi mesi però il partito longobardo a Roma prese il sopravvento, tanto che il papa inviò una lettera a Carlo dove aveva parole di elogio per il re longobardo, e Carlomanno si trovò isolato e antagonista del papa. Comunque, sempre secondo Eginardo, fu Carlomanno a nutrire difficoltà nel mantenere la concordia col fratello e addirittura pare che Carlomanno avesse preso in considerazione una guerra contro Carlo; secondo Eginardo la prova di tutto questo si può desumere dal fatto che, dopo la sua morte, la moglie, i figli e diversi notabili della sua corte si recarono in Italia per avere la protezione del re dei Longobardi, Desiderio.
La morte di Carlomanno, sempre secondo Eginardo, avvenne a seguito di una malattia, dopo poco più di due anni di regno. Avvenne a Salmontiaco e fu improvvisa (4 dicembre 771) e chiacchierata, e pur avendo degli eredi, in particolare il figlio maschio maggiore, Pipino, la metà del regno posseduta da Carlomanno, dopo una ristretta riunione di nobili, andò a Carlo, che fu proclamato successore del fratello per cui ebbe il potere su tutto il regno dei Franchi, senza spargimento di sangue.
Carlomanno venne inumato nella chiesa abbaziale di Saint-Remi, a Reims. Nel corso del XIII secolo il sepolcro fu trasferito a Parigi, nella Basilica di Saint-Denis.

## Discendenti
Carlomanno da Gerberga ebbe due figli:
- Pipino (ca. 770-?), fu chiuso in un monastero dallo zio Carlo.
- Secondogenito (non si conosce il nome, ca. 771-?), fu chiuso in un monastero dallo zio Carlo.

## Ascendenza
|                    |   |                        | Genitori            |  |  | Nonni |  |  | Bisnonni          |  |  | Trisnonni |  |
|                    |   |                        |                     |  |  |       |  |  | Pipino di Herstal |  |  | Ansegiso  |  |
|                    |   |                        |                     |  |  |       |  |  | Pipino di Herstal |  |  | Ansegiso  |  |
|                    |   | Begga di Andenne       |                     |  |  |       |  |  | Pipino di Herstal |  |  |           |  |
| Carlo Martello     |   |                        |                     |  |  |       |  |  | Pipino di Herstal |  |  |           |  |
|                    |   | Alpaïde di Bruyères    | ?                   |  |  |       |  |  |                   |  |  |           |  |
|                    |   | Alpaïde di Bruyères    | ?                   |  |  |       |  |  |                   |  |  |           |  |
|                    |   | Alpaïde di Bruyères    | ?                   |  |  |       |  |  |                   |  |  |           |  |
| Pipino il Breve    |   | Alpaïde di Bruyères    |                     |  |  |       |  |  |                   |  |  |           |  |
|                    |   | Lamberto II di Hesbaye | Crodoberto?         |  |  |       |  |  |                   |  |  |           |  |
|                    |   | Lamberto II di Hesbaye | Crodoberto?         |  |  |       |  |  |                   |  |  |           |  |
|                    |   | Lamberto II di Hesbaye | Théodrade (Théoda)? |  |  |       |  |  |                   |  |  |           |  |
| Rotrude di Treviri |   | Lamberto II di Hesbaye |                     |  |  |       |  |  |                   |  |  |           |  |
|                    |   | Clotilde               | Teodorico III       |  |  |       |  |  |                   |  |  |           |  |
|                    |   | Clotilde               | Teodorico III       |  |  |       |  |  |                   |  |  |           |  |
|                    |   | Clotilde               | Clotilde (Doda)     |  |  |       |  |  |                   |  |  |           |  |
| Carlomanno I       |   | Clotilde               |                     |  |  |       |  |  |                   |  |  |           |  |
|                    | ? | si veda qui            |                     |  |  |       |  |  |                   |  |  |           |  |
|                    | ? | si veda qui            |                     |  |  |       |  |  |                   |  |  |           |  |
|                    | ? | si veda qui            |                     |  |  |       |  |  |                   |  |  |           |  |
| Cariberto di Laon  | ? |                        |                     |  |  |       |  |  |                   |  |  |           |  |
|                    |   | Bertrada di Prüm       | si veda qui         |  |  |       |  |  |                   |  |  |           |  |
|                    |   | Bertrada di Prüm       | si veda qui         |  |  |       |  |  |                   |  |  |           |  |
|                    |   | Bertrada di Prüm       | si veda qui         |  |  |       |  |  |                   |  |  |           |  |
| Bertrada di Laon   |   | Bertrada di Prüm       |                     |  |  |       |  |  |                   |  |  |           |  |
|                    |   | ?                      | ?                   |  |  |       |  |  |                   |  |  |           |  |
|                    |   | ?                      | ?                   |  |  |       |  |  |                   |  |  |           |  |
|                    |   | ?                      | ?                   |  |  |       |  |  |                   |  |  |           |  |
| Gisella di Laon    |   | ?                      |                     |  |  |       |  |  |                   |  |  |           |  |
|                    |   | ?                      | ?                   |  |  |       |  |  |                   |  |  |           |  |
|                    |   | ?                      | ?                   |  |  |       |  |  |                   |  |  |           |  |
|                    |   | ?                      | ?                   |  |  |       |  |  |                   |  |  |           |  |
|                    |   | ?                      |                     |  |  |       |  |  |                   |  |  |           |  |

### Fonti primarie
- (LA)  Fredegario, FREDEGARII SCHOLASTICI CHRONICUM CUM SUIS CONTINUATORIBUS, SIVE APPENDIX AD SANCTI GREGORII EPISCOPI TURONENSIS HISTORIAM FRANCORUM.
- (LA)  Annales Xantenses.
- (LA)  Monumenta Germanica Historica, tomus secundus.
- (LA)  Monumenta Germanica Historica, tomus primus.
- (LA)  Rerum Gallicarum et Francicarum Scriptores, tomus tertius.
- (LA)  ANNALES REGNI FRANCORUM.

### Letteratura storiografica
- G. L. Burr, "La rivoluzione carolingia e l'intervento franco in Italia", cap. XI, vol. II (L'espansione islamica e la nascita dell'Europa feudale) della Storia del Mondo Medievale, pp. 336–357.
- Gerhard Seeliger, "Conquiste e incoronazione a imperatore di Carlo magno", cap. XII, vol. II (L'espansione islamica e la nascita dell'Europa feudale) della Storia del Mondo Medievale, pp. 358–396.
- Gerhard Seeliger, "Legislazione e governo di Carlo magno", cap. XIV, vol. II (L'espansione islamica e la nascita dell'Europa feudale) della Storia del Mondo Medievale, pp. 422–455.
- F. J. Foakes-Jackson, "Il papato fino a Carlo magno", cap. XV, vol. II (L'espansione islamica e la nascita dell'Europa feudale) della Storia del Mondo Medievale, pp. 456–476.